# Brno-Bosonohy
Brno-Bosonohy je městská část na jihozápadě statutárního města Brna. Je tvořena městskou čtvrtí Bosonohy (německy Parfuß) a nepatrnou částí sousedního katastrálního území Kohoutovice. Bosonohy byly původně samostatnou obcí, která byla k Brnu připojena v roce 1971. Její území má rozlohu 7,15 km². Samosprávná městská část vznikla 24. listopadu 1990. Žije zde přibližně 2500 obyvatel.
Pro účely senátních voleb je území městské části Brno-Bosonohy zařazeno do volebního obvodu číslo 59.

## Název
Jméno vesnice bylo původně pojmenováním jejích obyvatel ("ti, kteří chodí bosi"). Motivací mohla být i poloha vsi na vlhkém, mokřinatém místě, které její obyvatelé museli překračovat bosou nohou. Německé jméno Barfuss/Parfuss vzniklo překladem českého.

## Charakteristika
Bosonohami protéká potok Leskava, od níž je odvozen název někdejší obce Lískovce. Bosonohy si dodnes zachovávají charakter větší vesnice, jejímž centrem je někdejší náves, dnes zvaná Bosonožské náměstí. Na tomto náměstí se vedle zdejší radnice nachází také zdejší kaple Sv. Floriána, dále pak pomník obětem světových válek a zdejší památné stromořadí. Hlavní dopravní tepnou Bosonoh je však ulice Pražská, na niž se napojují další ulice, k nimž vedle Bosonožského náměstí náleží ulice Hoštická, Chironova, Mlaty, Ostopovická, Průjezdní, Sedla, Skalní, Troubská a Zájezdní. Na východě území městské části se nachází někdejší start a cíl starého Masarykova okruhu.

### Příroda
Na severu a západě území městské části se nacházejí lesy, přičemž na západě je to Bosonožský hájek chráněný jako přírodní rezervace.

### Doprava
Přestože jižním okrajem katastru Bosonoh prochází dálnice D1 z Prahy do Brna, nemají na ni obyvatelé Bosonoh z území městské části žádné přímé napojení. Podobně je tomu i v případě západně položené silnice, vedoucí ze sousední blízké obce Troubska, po níž se lze dostat do sousední městské části Brna-Žebětína či nedaleké městské části Brna-Bystrce. Tato silnice se ještě na katastru Bosonoh napojuje na trasu nedokončené Hitlerovy exteritoriální dálnice a pokračuje pak po ní až do Bystrce. Samotné Bosonohy mají přímé silniční spojení s městskými částí Brno-Kohoutovice a Brno-Starý Lískovec, jakož i s výše zmíněnou obcí Troubsko, s níž ji spojují autobusové linky čísel 401 a 402 Integrovaného dopravního systému Jihomoravského kraje. Dopravní spojení se středem města zajišťuje Dopravní podnik města Brna prostřednictvím autobusových linek 69 a N96 (noční linka), které zde mají konečnou zastávku. Staví zde také autobusová linka 51 spojující Bystrc se zastávkou Nemocnice Bohunice. Jižním okrajem katastru městské části prochází železniční trať z Brna do Náměšti nad Oslavou a dál, avšak na území Brna-Bosonoh se na ní nenachází žádná zastávka.

## Sousedící městské části a obce
Území městské části Brno-Bosonohy hraničí na severu s městskými částmi Brno-Žebětín a Brno-Kohoutovice, na východě s městskou částí Brno-Nový Lískovec, na jihovýchodě s městskou částí Brno-Starý Lískovec a obcí Ostopovice, na jihu a jihozápadě s obcí Troubsko, a na západě s obcí Popůvky.

## Historický přehled
Jedny z nejstarších dokladů osídlení katastru dnešních Bosonoh se našly na zalesněném kopci Hradisko, nacházejícím se severozápadně od bosonožské zástavby. Kromě pozůstatků po někdejším hradisku zde byly nalezeny předměty z doby halštatské a kultury jevišovické z pozdní doby kamenné.
První písemná zmínka o Bosonohách je z roku 1237. Podle archivních zmínek lze však vznik Bosonoh posunout asi k roku 1195. Bosonohy vešly do povědomí řady lidí i díky tomu, že se zde nacházel start a cíl původního Masarykova okruhu, jehož trasa obcí procházela. Katastrem Bosonoh prochází část trasy nedokončené „Hitlerovy“ exteritoriální dálnice Vídeň – Vratislav, z níž jsou zde dobře patrné části dálničního tělesa ve formě náspů. V letech 1942–1944 se v domě autodopravce Jana a Františky Secových (ulice Hoštická, dům 417/2) ukrýval klíčový odbojový velitel Vojtěch Luža. V obci je na náměstí před kaplí pomník padlým za druhé světové války, kde kromě místních občanů figuruje také jeho jméno. Koncem 60. let 20. století došlo k úpravě katastrálních hranic obce Bosonohy, při níž byly mimo jiné k Brnu připojeny pozemky na severním okraji bosonožského katastru v okolí dnešní Pavlovské ulice v moderním katastru Kohoutovic. V 80. letech byla část zdejšího tělesa výše zmíněné exteritoriální dálnice využita pro výstavbu silnice do Bystrce.
K Brnu byly Bosonohy připojeny 26. listopadu 1971, přičemž byly poté do 31. prosince 1975 samostatnou městskou částí Brna s vlastním místním národním výborem. Nejprve nesla název Brno XV-Bosonohy, od 1. května 1972 jen Brno-Bosonohy. Od 1. ledna 1976 do 23. listopadu 1990 pak byly Bosonohy součástí městského obvodu Brno I. Poté zde vznikla samosprávná městská část Brno-Bosonohy.
Součástí městské části Brno-Bosonohy je také drobný díl katastrálního území Kohoutovice, tvořená částí in-line dráhy v areálu ZŠ Pavlovská (před 17. srpnem 2017 bylo toto území taktéž katastrální součástí Bosonoh.

## Obyvatelstvo
| 1869 | 1880 | 1890  | 1900  | 1910  | 1921  | 1930  | 1950  | 1961  | 1970  | 1980  | 1991  | 2001  | 2011  | 2021  |
| ---- | ---- | ----- | ----- | ----- | ----- | ----- | ----- | ----- | ----- | ----- | ----- | ----- | ----- | ----- |
| 802  | 897  | 1 030 | 1 133 | 1 417 | 1 513 | 1 822 | 2 038 | 2 143 | 2 345 | 2 372 | 2 137 | 2 210 | 2 457 | 2 602 |